# Simnia macleani
Simnia macleani là một loài ốc biển, là động vật thân mềm chân bụng sống ở biển thuộc họ Ovulidae.